# Knipowitschia
Knipowitschia – rodzaj ryb z rodziny babkowatych (Gobiidae).

## Klasyfikacja
Gatunki zaliczane do tego rodzaju:

- Knipowitschia byblisia
- Knipowitschia cameliae
- Knipowitschia caucasica – babka kaukaska[3]
- Knipowitschia caunosi
- Knipowitschia croatica
- Knipowitschia ephesi
- Knipowitschia goerneri
- Knipowitschia iljini – babka Iljina[3]
- Knipowitschia longecaudata – babka długoogonowa[3]
- Knipowitschia mermere
- Knipowitschia milleri
- Knipowitschia montenegrina
- Knipowitschia mrakovcici
- Knipowitschia panizzae – babka padańska[3]
- Knipowitschia punctatissima
- Knipowitschia radovici
- Knipowitschia thessala

## Galeria

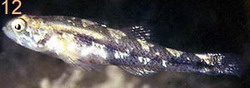
Knipowitschia caucasica
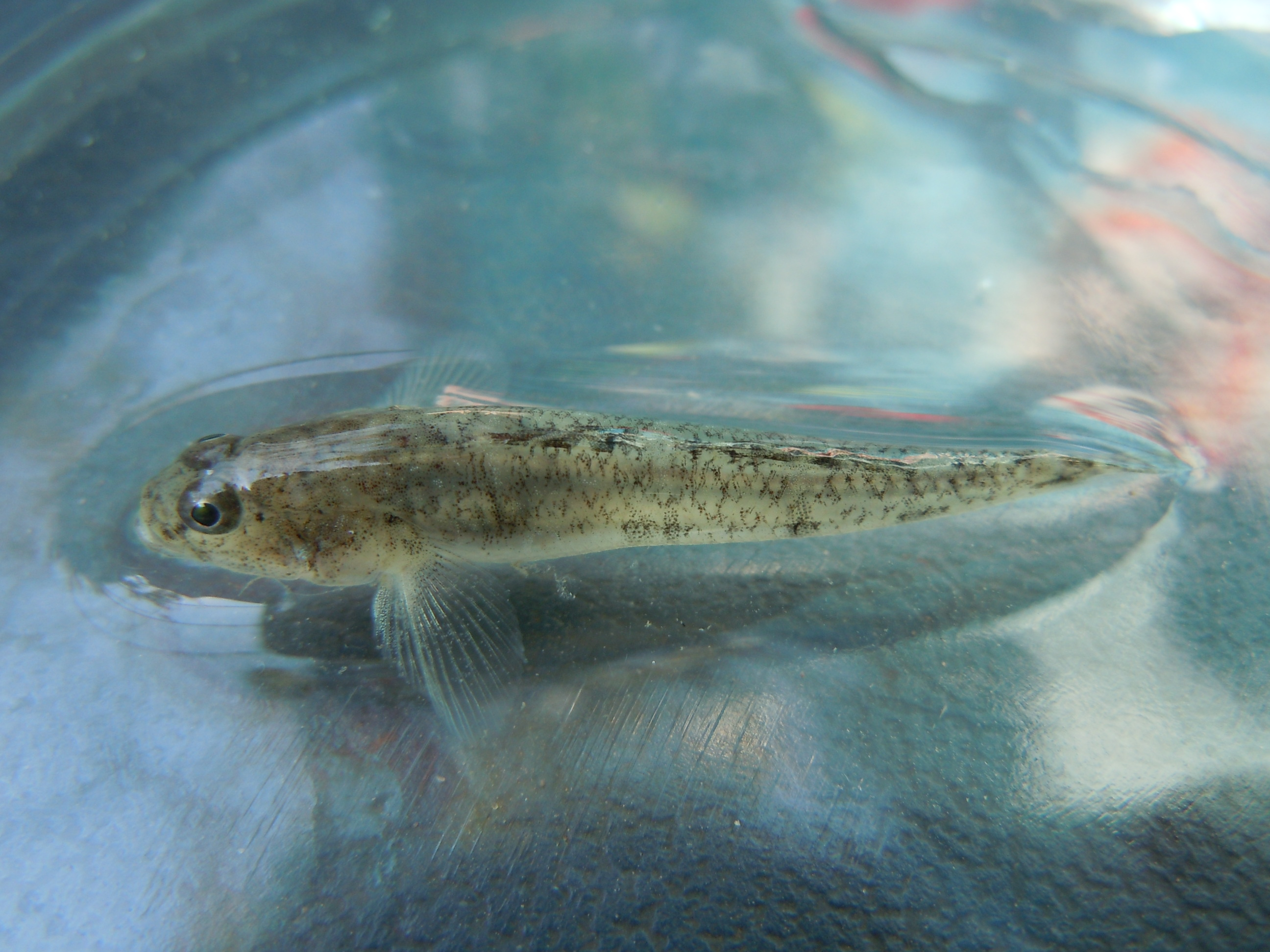
Knipowitschia longecaudata
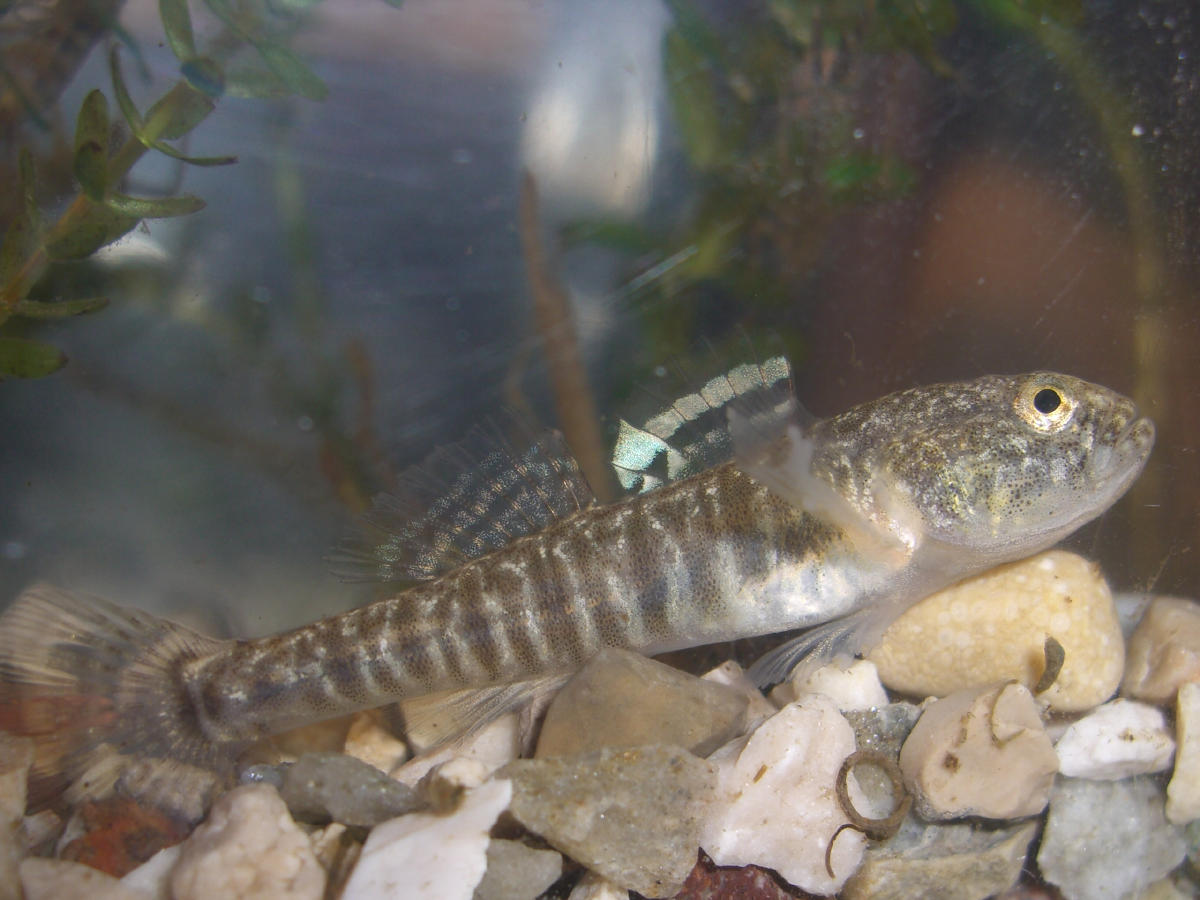
Knipowitschia punctatissima